# Nils av Tofta
Nils av Tofta som den adliga ätten Sparre av Toftas äldsta anfader är en uppdiktad person. Han förekommer i den text som på order av kung Karl Knutsson (Bonde) inarbetades i ett nytt förord (kallat Förbindelsedikten), till Erikskrönikan under mitten av 1400-talet. De falska släktuppgifterna har enligt historisk forskning troligen sitt ursprung hos kungens morfar marsken Karl Ulfsson (Sparre av Tofta). Detta har senare förts in i svensk historieskrivning av Ericus Olai och genom dem har äldre genealogiska verk kommit att inkludera den fiktive Nils i släkten Sparre av Tofta. Modern historieforskning har dock visat att någon "Nils av Tofta" inte har funnits. Den tidigaste kända verkliga förfadern i Sparresläkten till Karl Knutsson är hans morfars farfar Abjörn Sixtensson (Sparre av Tofta).